# Taeyang-ui huye
Taeyang-ui huye (kor. 태양의 후예) – południowokoreański serial telewizyjny, w którym główne role odgrywają Song Joong-ki, Song Hye-kyo, Kim Ji-won oraz Jin Goo. Serial emitowany był na kanale KBS2 od 24 lutego do 22 kwietnia 2016 roku, w każdą środę i czwartek o 22:05.

## Obsada

### Główna
- Song Joong-ki jako Yoo Si-jin (Big Boss)
- Song Hye-kyo jako Kang Mo-yeon (Beauty)
- Kim Ji-won jako Yoon Myeong-joo
- Jin Goo jako Seo Dae-young (Wolf)

### Członkowie Alpha Team
- Park Hoon jako sierżant Choi Woo-geun (Snoopy)
- Choi Woong jako sierżant sztabowy Gong Cheol-ho (Harry Potter)
- Ahn Bo-hyun jako sierżant Im Gwang-nam (Piccolo)

### Usługi medyczne zespół szpitala Haesung
- Onew jako Lee Chi-hoon (pierwszy rok rezydent chirurgii klatki piersiowej)
- Lee Seung-joon jako Song Sang-hyun (chirurg)
- Seo Jeong-yeon jako Ha Ja-ae (zespół pielęgniarski ER)
- Park Hwan-hee jako Choi Min-ji (pielęgniarka ER)

### Ludzie w szpitalu Haesung
- Hyun Jyu-ni as Pyo Ji-soo (specjalista patologii)
- Tae In-ho as Han Suk-won (prezes szpitala Haesung)
- Park Ah-in as Kim Eun-ji (specjalista chirurgii klatki piersiowej)
- Jo Woo-ri as Jang Hee-eun (pierwszy letni mieszkaniec anestezjologii)

### Armii Tae Baek
- Kang Shin-il jako generał porucznik Yoon (ojciec Myeong-joo)
- Kim Byung-chul jako podpułkownik Park Byeong-su
- Kim Min-seok jako kapral Kim Gi-beom (odcinek 16)

### Obszar Uruk
- Jasper Cho jako Daniel Spencer (zespół lekarz ratunkowy)
- Jeon Soo-jin jako Ri Ye-hwa (zespół pielęgniarki awaryjne)
- David Lee McInnis jako David Argus (Gang szefa, byłego kapitana Delta Force)
- Dean Dawson jako szefa policji (szefa policji Tae Baek)
- Jo Jae-yoon jako Jin Young-soo
- Lee Yi-kyung jako Kang Min-jae
- Zyon Barreto jako Fatima
- David Pipes jako Martin (reporter World Times, odcinek 7)

### Pozostałe
- Ji Seung-hyun jako porucznik Ahn Jung-joon
- Kwak In-joon jako Lee Han-soo (Ministerstwo Spraw Zagranicznych)
- Joey Albright jako członek armii amerykańskiej Delta Force

## Ścieżka dźwiękowa
Oba albumy ze ścieżką dźwiękową zostały łącznie sprzedane w 60 tysiącach kopii w Korei Południowej. Album znalazł się kolejno na 3. i 5. pozycji sprzedaży albumów w rankingu Gaon.
| Taeyang-ui huye OST Vol. 1 | Taeyang-ui huye OST Vol. 1            | Taeyang-ui huye OST Vol. 1   | Taeyang-ui huye OST Vol. 1 |
| Nr                         | Tytuł utworu                          | Wykonawca                    | Długość                    |
| -------------------------- | ------------------------------------- | ---------------------------- | -------------------------- |
| 1.                         | „Always”                              | Yoon Mi-rae                  | 3:25                       |
| 2.                         | „Everytime”                           | Chen & Punch                 | 3:08                       |
| 3.                         | „This Love” (이 사랑)                 | Davichi                      | 3:46                       |
| 4.                         | „You Are My Everything”               | Gummy                        | 4:00                       |
| 5.                         | „Once Again” (다시 너를)              | Kim Na-young feat. Mad Clown | 3:55                       |
| 6.                         | „Save The Day”                        | różni artyści                | 3:20                       |
| 7.                         | „Mission Part 1”                      | różni artyści                | 4:25                       |
| 8.                         | „Time Is Running Out”                 | różni artyści                | 3:29                       |
| 9.                         | „Hidden Genius”                       | różni artyści                | 4:53                       |
| 10.                        | „Endless War”                         | różni artyści                | 2:48                       |
| 11.                        | „My Everything”                       | różni artyści                | 2:54                       |
| 12.                        | „Heart Break”                         | różni artyści                | 4:16                       |
| 13.                        | „Military Dignity”                    | różni artyści                | 2:08                       |
| 14.                        | „Mission Part 2”                      | różni artyści                | 6:14                       |
| 15.                        | „I Love You”                          | różni artyści                | 2:53                       |
| 16.                        | „Aroma”                               | różni artyści                | 1:56                       |
| 17.                        | „War Of Tomorrow”                     | różni artyści                | 3:58                       |
| 18.                        | „The Lover”                           | różni artyści                | 3:25                       |
| 19.                        | „You're My Everything (English ver.)” | Gummy                        | 4:00                       |
|                            |                                       |                              | 1:08:53                    |

| Taeyang-ui huye OST Vol. 2 | Taeyang-ui huye OST Vol. 2                    | Taeyang-ui huye OST Vol. 2 | Taeyang-ui huye OST Vol. 2 |
| Nr                         | Tytuł utworu                                  | Wykonawca                  | Długość                    |
| -------------------------- | --------------------------------------------- | -------------------------- | -------------------------- |
| 1.                         | „Talk Love” (말해! 뭐해?)                     | K.Will                     | 3:37                       |
| 2.                         | „With You”                                    | Lyn                        | 4:15                       |
| 3.                         | „By My Side” (사랑하자)                       | SG Wannabe                 | 3:46                       |
| 4.                         | „Wind Beneath Your Wings” (그대, 바람이 되어) | M.C the MAX                | 3:55                       |
| 5.                         | „How Can I Love You”                          | XIA (Junsu)                | 4:20                       |
| 6.                         | „No More War”                                 | różni artyści              | 3:52                       |
| 7.                         | „Always I Love You”                           | różni artyści              | 2:42                       |
| 8.                         | „Fighter”                                     | różni artyści              | 2:32                       |
| 9.                         | „Mission2 – Epic Tension”                     | różni artyści              | 4:45                       |
| 10.                        | „Lonely Road”                                 | różni artyści              | 4:18                       |
| 11.                        | „Vital Fantasy”                               | różni artyści              | 3:01                       |
| 12.                        | „Love You 2”                                  | różni artyści              | 2:58                       |
| 13.                        | „Don't Forget Me”                             | różni artyści              | 3:30                       |
| 14.                        | „Time Is Running Out (Ver. 2)”                | różni artyści              | 3:41                       |
| 15.                        | „Attention (Mission ver.)”                    | różni artyści              | 3:25                       |
| 16.                        | „Move Forward”                                | różni artyści              | 3:41                       |
| 17.                        | „Freedom”                                     | różni artyści              | 3:40                       |
| 18.                        | „Attention O.R.I”                             | różni artyści              | 1:51                       |
|                            |                                               |                            | 1:03:49                    |

### Single
10 utworów ze ścieżki dźwiękowej wydano w postaci singli. Znalazły się na szczytach koreańskich list przebojów.
| 2016                                           | „Always” (Yoon Mi-rae)                    | 2  | - KOR (DL): 1 454 125+ | Part 1  |
| 2016                                           | „Everytime” (Chen & Punch)                | 1  | - KOR (DL): 1 241 255+ | Part 2  |
| 2016                                           | „This Love” (Davichi)                     | 1  | - KOR (DL): 1 671 196+ | Part 3  |
| 2016                                           | „You Are My Everything” (Gummy)           | 1  | - KOR (DL): 1 600 720+ | Part 4  |
| 2016                                           | „Once Again” (Kim Na-young ft. Mad Clown) | 2  | - KOR (DL): 1 056 319+ | Part 5  |
| 2016                                           | „Talk Love” (K.Will)                      | 1  | - KOR (DL): 1 347 821+ | Part 6  |
| 2016                                           | „With You” (Lyn)                          | 15 | - KOR (DL): 464 722+   | Part 7  |
| 2016                                           | „By My Side” (SG Wannabe)                 | 8  | - KOR (DL): 864 429+   | Part 8  |
| 2016                                           | „Wind Beneath Your Wings” (M.C the MAX)   | 7  | - KOR (DL): 439 574+   | Part 9  |
| 2016                                           | „How Can I Love You” (XIA (Junsu))        | 1  | - KOR (DL): 674 908+   | Part 10 |
| "—" oznacza, że wydawnictwo nie było notowane. |                                           |    |                        |         |